# Aero A-12
Aero A-12 byl jednomotorový pozorovací dvoumístný dvouplošník smíšené konstrukce, který mohl též sloužit jako bombardovací letoun.

## Vývoj
Prototyp byl zalétán roku 1923 šéfpilotem továrny Aero Josefem Novákem. Po objednávce Ministerstva národní obrany byla ještě v roce 1923 zahájena stavba 49 sériových A-12. V roce 1924 následovala stavba 26 letounů a poté dalších 18. Část z nich byla vyrobena továrnou Letov. Letouny Aero A-12 měly instalovány pohonné jednotky Maybach Mb IVa o výkonu 176 kW. Během provozu značně trpěly lamelové chladiče Aero, vystupující po obou stranách z motorových krytů, vibracemi motoru. Byly proto zaměněny za chladič skříňový na baldachýnu.
U Aera A-12 byly poprvé zavedeny povinné pevnostní zkoušky při přejímání prototypu a průběžně při dodávkách sériových letounů. Stroj určený k lámacím zkouškám byl určen namátkovým výběrem komise, stanovené MNO den před testem.
Již v roce 1923 byl v mateřské továrně pokusně opatřen drak letadla A-12 motorem Walter W-IV o maximálním výkonu 205,9 kW. Pro letové zkoušky v roce 1924 byly postaveny tři prototypy, které již nesly označení nového letounu Aero A-11.
Od roku 1925 nasadila továrna Aero na svou soukromou linku Praha-Mariánské Lázně tři letouny Aero A-22. Jednalo se o dopravní variantu A-11, která během tří let trvání tohoto spoje nalétala se stoprocentní pravidelností a bez nehody 82 000 km.

## Nasazení
Po Mezinárodní letecké výstavě v Praze v roce 1924, kde byl nový letoun A-12 představen veřejnosti, začala vojenská správa přebírat od června první stroje, které byly zařazeny ke všem třem leteckým plukům.
A-12 byl na svoji dobu rychlý a snadno ovladatelný stroj, který jako první letoun československé konstrukce získal historicky první čtyři světové letecké rekordy pro Československo během II. letu o Cenu presidenta republiky konaného 7. září 1924, které byly současně rekordy národními. Jednalo se o rychlostní lety na 100 a 200 km s užitečným zatížením 250 a 500 kg, které provedli piloti Kalla, Bohumil Kašpar a František Lehký.
Po vyřazení z vojenské služby ve třicátých letech byl odprodáván aeroklubům.
Jeho přesnou funkční repliku je možno si prohlédnout ve vojenském leteckém muzeu v Praze-Kbelích.

## Specifikace (A-12)

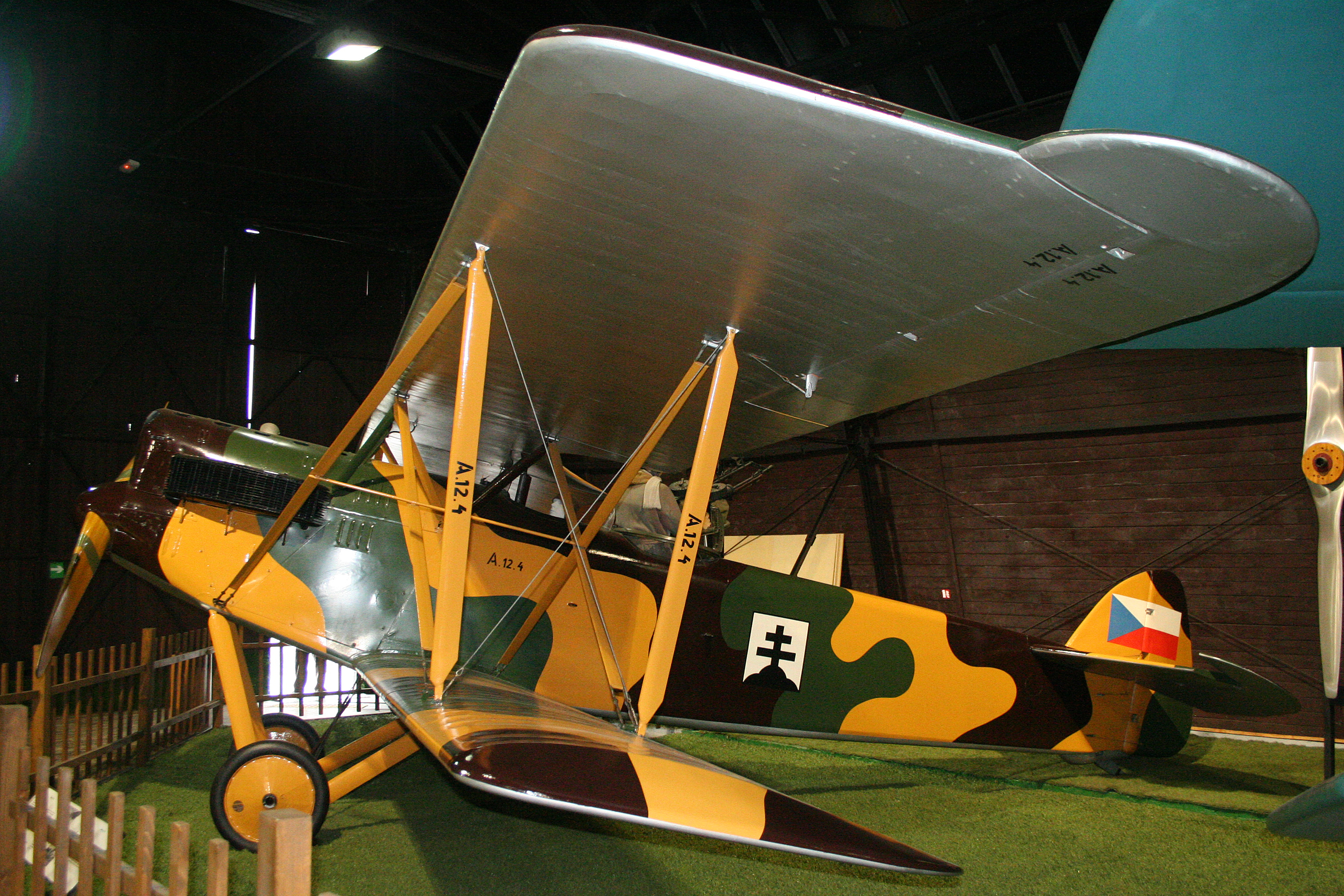
Replika Aero A-12.4 v leteckém muzeu Praha-Kbely

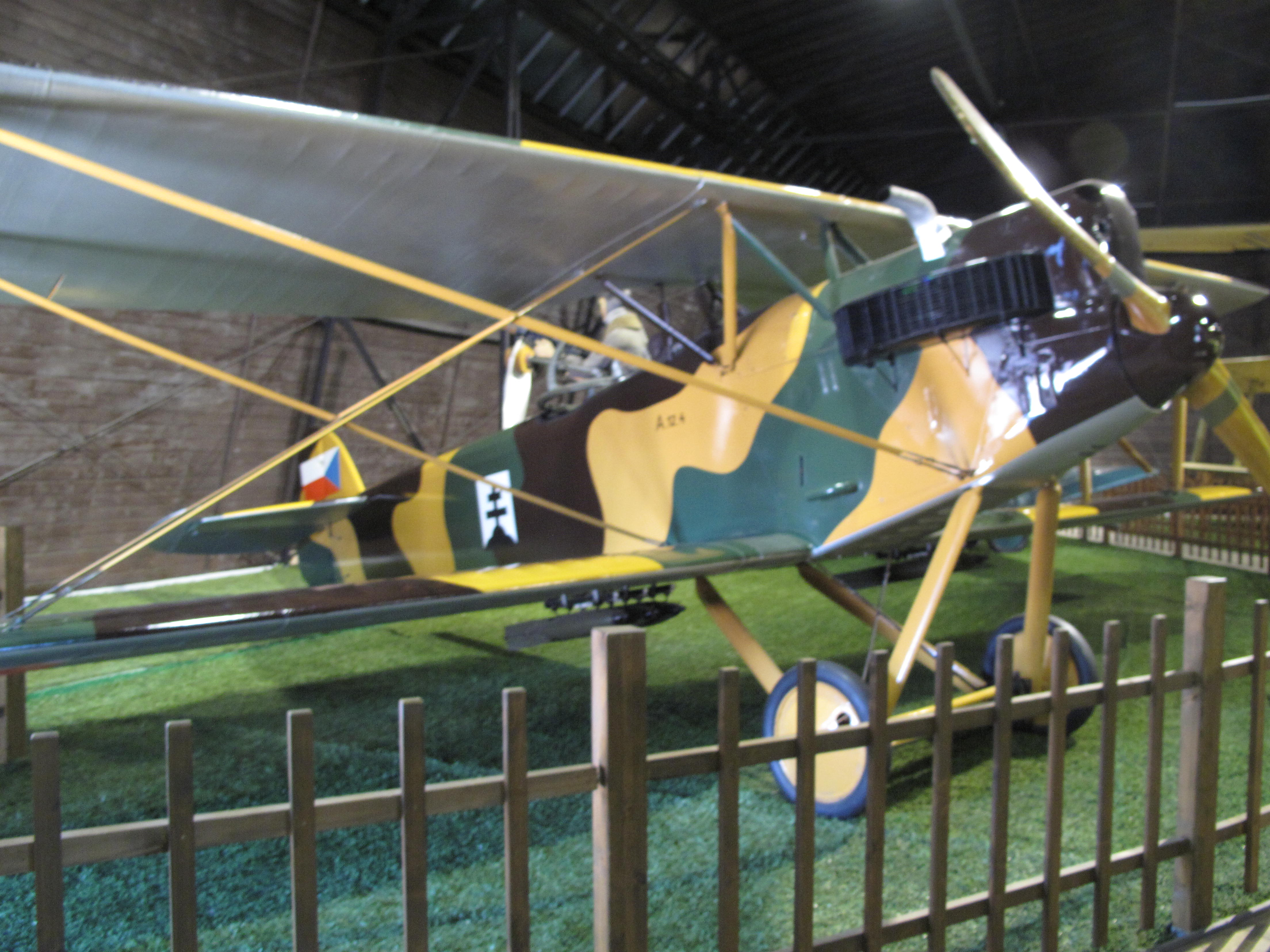
Aero A-12

Údaje podle

### Technické údaje
- Osádka: 2 (pilot a pozorovatel/střelec)
- Rozpětí: 12,80 m
- Nosná plocha: 36,50 m²
- Délka: 8,30 m
- Prázdná hmotnost: 1 080 kg
- Vzletová hmotnost: 1 600 kg
- Pohonná jednotka: 1 × kapalinou chlazený šestiválcový řadový motor Maybach Mb.IVa
- Výkon pohonné jednotky: 176 kW (240 k)

### Výkony
- Maximální rychlost: 201 km/h
- Cestovní rychlost: 172 km/h
- Dostup: 7 500 m
- Stoupavost: výstup do 5 000 m za 24 minut
- Dolet: 760 km

### Výzbroj
- 1 × synchronizovaný kulomet Vickers ráže 7,7 mm
- 2 × pohyblivý kulomet Lewis ráže 7,7 mm
- 200 kg pum